# Homer a Apu
Homer a Apu (anglicky Homer and Apu) jsou 12. díl 5. řady (celkem 94.) amerického animovaného seriálu Simpsonovi. Scénář napsal Greg Daniels a díl režíroval Mark Kirkland. V USA měl premiéru dne 10. února 1994 na stanici Fox Broadcasting Company a v Česku byl poprvé vysílán 16. června 1995 na stanici ČT1.

## Děj
V obchodě Kwik-E-Mart Apu jako obvykle prodává rozzlobeným zákazníkům zboží za nehorázné ceny. Apu přepíše datum spotřeby na balení prošlé šunky z roku 1989 a pak sníží cenu, místo aby ji vyhodil. Homer je po konzumaci prošlé šunky otráven. Když se uzdraví, stěžuje si Apuovi, který mu na usmířenou dá pár pětikilových kbelíků prošlých krevet, což Homer přijme a znovu se otráví. Zatímco se Homer doma zotavuje, zhlédne na 6. kanálu investigativní zpravodajský pořad Bite Back s Kentem Brockmanem. Líza navrhne, aby producenti pořadu prošetřili Kwik-E-Mart. 
Kent dá Homerovi obří čepici obsahující špionážní kameru, aby odhalil Apua za prodej prošlých potravin. Homer zpanikaří a odhodí klobouk poté, co si Apu splete jeho elektronický bzučivý zvuk se včelou, ale kamera posléze zachytí, jak Apu upustí hot dog na zem a vrátí ho do grilu. Ústředí společnosti Apua vyhodí – přestože dodržuje jejich nehygienické zásady zacházení s potravinami – a nahradí ho herec James Woods, jenž si dělá průzkum pro roli v připravovaném filmu. 
Když Apu přijde do domu Simpsonových, Homer si myslí, že se ho snaží uškrtit, ale Apuův postoj je pouze tradiční formou omluvy v indické vesnici, kde se narodil. Apu doufá, že si karmický dluh za prodej prošlého jídla Homerovi odpracuje prací pro Simpsonovy. Homer se zpočátku zdráhá Apuovu pomoc přijmout, ale brzy rodina jeho poslušnost ocení. 
Apuovi se stále stýská po jeho práci v Kwik-E-Martu, a tak ho Homer doprovází do ústředí v Indii. Tam se setkají s šéfem korporace Kwik-E-Mart, který jim poskytne pouze tři otázky. Když Homer promarní otázky nesmyslnými dotazy, muž odmítne Apuovi pomoci. Tentokrát rozzuřený Apu Homera uškrtí, než se zklamaně vrátí domů. 
Když se Apu vrátí do Kwik-E-Martu, aby „čelil svým démonům“, vtrhne do obchodu lupič s pistolí. Střílí na Woodse, ale Apu ho zachrání tím, že skočí kulce do cesty. V nemocnici doktor Dlaha řekne, že Apu přežil, protože se kulka odrazila od jiné kulky, která mu uvízla v hrudi při předchozí loupeži. Woods, vděčný za Apuovo hrdinství, mu vrátí práci a odjíždí „bojovat s mimozemšťany na vzdálené planetě“.

## Produkce
Scénář dílu napsal Greg Daniels a režíroval jej Mark Kirkland. Byla to první celá epizoda seriálu, kterou Daniels napsal. S nápadem na epizodu přišli scenáristé Simpsonových Al Jean a Mike Reiss, kteří byli během předchozích dvou řad showrunnery. Nápad přenechali Davidu Mirkinovi, jenž v této řadě převzal tuto pozici. Mirkin řekl, že byl nápadem na tuto epizodu „velmi nadšený a zaujatý“. Brzy poté pověřil Danielse, aby napsal scénář, protože věděl, že Daniels se do toho „opře“ a „vrhne se do toho po hlavě“. V rozhovoru pro Chicago Tribune Mirkin uvedl, že když seriál převzal, chtěl ho „vrátit zpět“ k postavám a příběhu; na rozdíl od předchozí řady, která se „tak rychle rozjela a byla plná vystřižených gagů“. Mirkin dodal: „Trochu víc jsem prozkoumal postavy a posunul je dál. Měl jsem jednu z prvních epizod, kde Homera opravdu pokoušela jiná žena, Poslední pokušení Homera Simpsona, a Barta, který měl přítelkyni ještě protivnější než on sám, Bartovo děvče, a navíc jsem se více zaměřil na vedlejší postavy. V prvním díle jsme skutečně představili Apua jako hlavní postavu. To byly mé cíle.“. Kirkland řekl, že je vděčný za to, že na epizodě mohl pracovat s „úžasným štábem“, včetně Boba Andersona, který byl podle něj „skvělý“ režisér. Kirkland uvedl, že Anderson mu na epizodě asistoval a po celou dobu dělal „skvělou animaci“.
Když Mirkin převzal funkci vedoucího pořadu, uvedl herce Jamese Woodse jako jednu z osob, které by si nejvíce přál, aby v pořadu hostovaly. Michael Caine měl původně v epizodě dabovat herce, který převezme Apuovu práci v Kwik-E-Martu, ale roli odmítl. Příběh byl proto přepsán tak, že místo něj dostal Apuovu práci Woods. Když byla sezóna ve výrobě, napsal producent Bill Oakley na online fórum fanoušků alt.tv.simpsons, že se pro hostující roli v této epizodě uvažovalo o Davidu Bowiem. Woods byl jednou z oblíbených hostujících hvězd režiséra animace Davida Silvermana. Podle Mirkina předvedl v seriálu jeden z „nejfantastičtějších“ výkonů vůbec a poznamenal, že „přibil“ všechny své repliky a byl „tak vtipný, až mu to šlo na mozek“. Mirkin řekl, že když většina hostujících hvězd přijde nahrát své repliky do seriálu, jsou trochu nervózní, protože nikdy předtím nedělali voice over. Mirkin však poznamenal, že Woods byl „nebojácný chlapík" a byl „tak nadšený, že to mohl dělat, protože byl velkým fanouškem seriálu“. Silverman poznamenal, že kromě jeho vtipného namluvení byla Woodsova tendence váhat při mluvení „skvělá pro animaci“, což vysvětlil tím, že díky tomu postava působila realističtěji. V dílu zazní populární píseň Simpsonových „Who Needs the Kwik-E-Mart?“, kterou zpívá Apu a rodina Simpsonových. Píseň napsali všichni scenáristé seriálu ve scenáristické místnosti a složil ji Alf Clausen. Píseň se později objevila na soundtrackovém albu Songs in the Key of Springfield, které vyšlo 18. března 1997 a shromáždilo mnoho hudebních čísel ze seriálu.

## Kulturní odkazy
Epizoda obsahuje kulturní odkazy na mnoho amerických a britských filmů. Woods se stane prodavačem v samoobsluze, aby se připravil na film, je to podobné jako když se Nick Lang (Michael J. Fox) stane policistou ve filmu Poldovi v patách z roku 1991, ve kterém Woods také hrál. Když se Kent zeptá Homera, jestli je ochoten jít v utajení, aby „přibil“ Apua, Homer odpoví: „Ani náhodou, chlape, sežeň si jiného obětního beránka!“. To je odkaz na hlášku z filmu JFK z roku 1991. Scéna, kdy Homer a Apu jedou na mulách na springfieldské letiště a mají na hřbetě připoutaná zavazadla, je podobná scéně z filmu Lawrence z Arábie z roku 1962. Při pracovním pohovoru v Kwik-E-Martu se tazatel ptá Woodse, proč by chtěl pracovat v Kwik-E-Martu, na což Woods odpoví: „Abych byl upřímný, v mém nadcházejícím filmu budu hrát takového upjatého prodavače v samoobsluze a tak nějak rád zkoumám své role a opravdu se do nich vžívám. Například ve filmu Obhájce pravdy jsem skutečně dva měsíce pracoval v právnické firmě. A pak ve filmu Chaplin jsem měl malou epizodní roli. Vlastně jsem se vrátil v čase, do dvacátých let, kde… No, už jsem toho řekl příliš mnoho.“. Naráží tak na filmy Obhájce pravdy z roku 1989 a Chaplin z roku 1992. Jako své „předchozí pracovní zkušenosti“ Woods uvádí také film Cibulové pole z roku 1979 a film Salvador z roku 1986.

## Přijetí

### Sledovanost a kritika
V původním americkém vysílání skončil díl v týdnu od 7. do 13. února 1994 na 26. místě ve sledovanosti s ratingem 13,3 podle agentury Nielsen. Epizoda byla v tom týdnu nejlépe hodnoceným pořadem na stanici Fox. Píseň „Who Needs The Kwik-E-Mart?“ byla nominována na cenu Emmy v kategorii vynikající původní hudba a text.
Po odvysílání epizoda získala od televizních kritiků převážně pozitivní hodnocení. 
Autoři knihy I Can't Believe It's a Bigger and Better Updated Unofficial Simpsons Guide, Warren Martyn a Adrian Wood, napsali: „Jeden z nejlepších dílů, kde gagy přicházejí rychle a houšť. Obzvlášť se nám líbí špionážní kamera ukrytá v Homerově masivním klobouku, výlet Apua a Marge do Monster Martu a ‚Who Needs the Kwik-E-Mart?‘, pravděpodobně nejchytřejší píseň v seriálu. A křesťané obtěžující lidi na indickém letišti a Homerovo plýtvání třemi otázkami a slova Jamese Woodse na rozloučenou se Simpsonovými a záběry Apua, jak napodobuje kolibříka…“.
Colin Jacobson z DVD Movie Guide uvedl: „První díl, který se zaměřuje na Apua, funguje dobře. Naše pohledy na Apuovu slizkost a kulturu jsou zábavné a melodie ‚Who Needs the Kwik-E-Mart‘ je jedním z lepších hudebních čísel (seriálu). (…) Také počítejte s Jamesem Woodsem jako s jednou z nejlepších hostujících hvězd všech dob, což je pravděpodobně důvod, proč dostává mnohem více replik než průměrný cameo hlas.“.
Nathan Ditum z Total Filmu označil Woodsův výkon v této epizodě za 19. nejlepší hostující vystoupení v Simpsonových.
Patrick Bromley z DVD Verdict udělil dílu známku A+ a poznamenal, že obsahuje jedno z nejlepších hudebních čísel v „historii skvělých hudebních čísel“ seriálu.
Adam Suraf ze serveru Dunkirkma.net díl označil za nejlepší epizodu řady a dodal: „Nevím, čím to je – písňovým číslem ‚Who Needs the Kwik-E-Mart‘; Jamesem Woodsem zaskakujícím za Apua v obchodě; nebo Homerovou moudrou větou ‚Naučil jsem se, že život je jedna zdrcující porážka za druhou, až si prostě přejete, aby byl Flanders mrtvý.‘ – ale celá záležitost je inspirativní. (…) Právě drobné detaily dělají z této epizody nejlepší díl roku a upevňují Simpsonovy na pozici nejvtipnějšího sitcomu všech dob.“.
Server AskMen.com zařadil díl Homer a Apu na šesté místo svého seznamu deseti nejlepších epizod Simpsonových.
Bill Gibron z DVD Talku udělil epizodě hodnocení 5 z 5.

### Analýza
Epizoda se stala studijním materiálem pro kurzy sociologie na Kalifornské univerzitě v Berkeley, kde se používá ke „zkoumání otázek produkce a recepce kulturních objektů“. Duncan Beard v knize Leaving Springfield uvedl, že epizoda slouží jako parodie na zvláštnosti amerických samoobsluh. Beard citoval zejména Muzak a zvonění zvonku, když Homer a Apu vcházeli do Kwik-E-Martu v Indii, a nápis „Mistr zná vše (kromě kombinace k trezoru)“. Beard uvedl: „Seriál zde představuje vlastní exemplář globální kultury konzumního kapitalismu, přesazený neporušený a k nerozeznání nezměněný z amerického předměstí na vrchol hory v jakémsi blíže neurčeném regionu po rozdělení země Společenství národů v Indii, a to čistě za účelem parodické kritiky banality rychloobchůdků.“.
Paul Cantor tuto epizodu analyzoval ve své knize Gilligan Unbound: „Simpsonovi nemohli nabídnout lepší obraz bizarní logiky současné globalizace než celosvětové impérium samoobsluh, které řídí osvícený guru z posvátných indických hor.“. Cantor také konkrétně citoval nápis „Mistr zná vše“, který podle něj spojuje domnělou moudrost Východu s obchodní prozíravostí Západu.
Tasleem Shakur a Karen D'Souza ve své knize Picturing South Asian culture in English píší, že díl Homer a Apu charakterizuje klíčovou artikulaci postavy Apua postavenou do kontrastu s Homerem, „něco jako jeho alter ego“, kde Homer je veskrze americký, Duff pijící, spíše líný pracovník jaderné elektrárny a Apu je přistěhovalec, žijící čistě, tvrdě pracující, malý podnikatel. Autoři dodávají, že jejich přátelství je typické silnou mírou vzájemného respektu a jistým druhem obdivu k tomu, co ten druhý představuje.